# Hala Hussein
Hala Saddam Hussein (em árabe: حلى صدام حسين, nascida em 1972) é a terceira filha do antigo presidente do Iraque, Saddam Hussein e sua primeira mulher, Sajida Talfah. Hala era considerada a filha predileta de Saddam. Muito pouco se sabe sobre ela, já que seu pai nunca permitiu quaisquer fotografias ou registros suas fossem publicadas, e qualquer registro que restavam sobre ela foram obrigados a serem destruídos quando as tropas americanas estavam atingindo Bagdá em 2003. Seu pai a mandou para viver com seu avô materno Khairallah Talfah por sua segurança, devido à eclosão da Guerra Irã-Iraque e a Guerra do Golfo Pérsico. Ela desprezava seu irmão mais velho, Uday Hussein porque muitas vezes ele levantou sua voz para sua mãe e Hala quando jovem. Saddam arranjou para ela se casar com o General Djamal Mustafa Abdallah Sultan al-Tikriti em 1998. O casal tem dois filhos.
Em 2003, quando presidente dos Estados Unidos George W. Bush ordenou que a família Hussein deixasse o Iraque dentro de 48 horas, Hala e suas irmãs, assim como sua mãe, fugiram do Iraque. Apesar de suas irmãs irem a Jordânia, onde lhes foi concedido asilo, supõe-se ter ido para o Qatar com sua mãe, Sajida. Isto é acreditado por ser verdade, devido a uma entrevista com Raghad e Rana que ocorreu na Jordânia, no qual Hala não estava presente. Seu marido se rendeu às forças de coalizão em Bagdá em 17 de maio de 2003.